# Саливонківська сільська рада
| Саливонківська сільська рада — орган місцевого самоврядування у Васильківському районі Київської області з адміністративним центром у с. Саливонки. Водоймища на території, підпорядкованій даній раді: р. Протока. Сільській раді підпорядковані населені пункти: - с. Саливонки |

## Склад ради
Рада складається з 16 депутатів та голови.

### Керівний склад ради
| ПІБ                               | Основні відомості                                                 | Дата обрання | Дата звільнення |
| --------------------------------- | ----------------------------------------------------------------- | ------------ | --------------- |
| Басилкевич Володимир Анатолійович | Сільський голова, 1965 року народження, освіта, безпартійний      | 26.03.2006   | 31.10.2010      |
| Басилкевич Володимир Анатолійович | Сільський голова, 1965 року народження, освіта вища, безпартійний | 31.10.2010   | 25.10.2015      |
| Басилкевич Володимир Анатолійович | Сільський голова, 1965 року народження, освіта вища, безпартійний | 25.10.2016   |                 |

Примітка: таблиця складена за даними джерела
Секретар виконкому - Чен Юлія Олександрівна